# Višja strokovna šola za kozmetiko in velnes Ljubljana
Višja strokovna šola za kozmetiko in velnes Ljubljana (VSŠKV) je samostojni višješolski zavod, v okviru katerega poteka strokovno izobraževanje in usposabljanje za pridobitev višje strokovne izobrazbe (VI/1. stopnja) in poklicnega naziva:
- Višji kozmetik / Višja kozmetičarka, po programu Kozmetika,
- Organizator / Organizatorka poslovanja v velneški dejavnosti, po programu Velnes.

Oba višješolska študijska programa sta ovredotena s 120 kreditnimi točkami po evropskem prenosljivem sistemu ECTS in se izvajata v obliki izrednega študija.
Pridobljena strokovna izobrazba omogoča diplomantom šole zaposlitev v kozmetičnih in lepotnih centrih in salonih, središčih dobrega počutja (velnes), SPA in fitnes centrih, plavalnih bazenih in kopališčih, savnah in centrih za masažo in pedikuro, zdraviliščih, v proizvodnji in trženju kozmetičnih preparatov, v domovih za ostarele, v ekipah, ki skrbijo za zdravje in zdrav in uravnotežen življenjski slog posameznikov in skupin, zlasti na področju športa, v bolnišnični dejavnosti, v športnih in trgovskih centrih, team building centrih, na luksuznih potovalnih ladjah ter na podobnih mestih, kjer se zahteva tovrstna usposobljenost.
Ustanoviteljica VSŠKV - Višje strokovne šola za kozmetiko in velnes Ljubljana je  Glotta Nova. Šola je bila ustanovljena januarja leta 2013.